# Унтершёнау
Унтершёнау (нем. Unterschönau) — община в Германии, в земле Тюрингия. 
Входит в состав района Шмалькальден-Майнинген. Подчиняется управлению Хазельгрунд.  Население составляет 562 человека (на 31 декабря 2010 года). Занимает площадь 5,91 км².